# Acacia xiphophylla
Acacia xiphophylla är en ärtväxtart som beskrevs av Ernst Georg Pritzel. Acacia xiphophylla ingår i släktet akacior, och familjen ärtväxter. Inga underarter finns listade i Catalogue of Life.